# Петарда

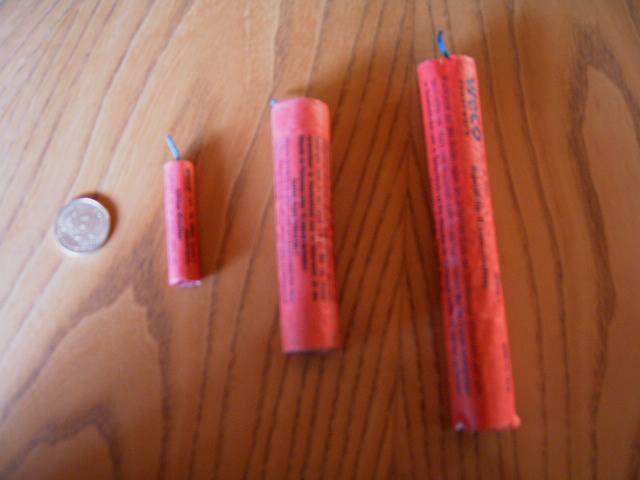
Типові розважальні петарди різної потужності

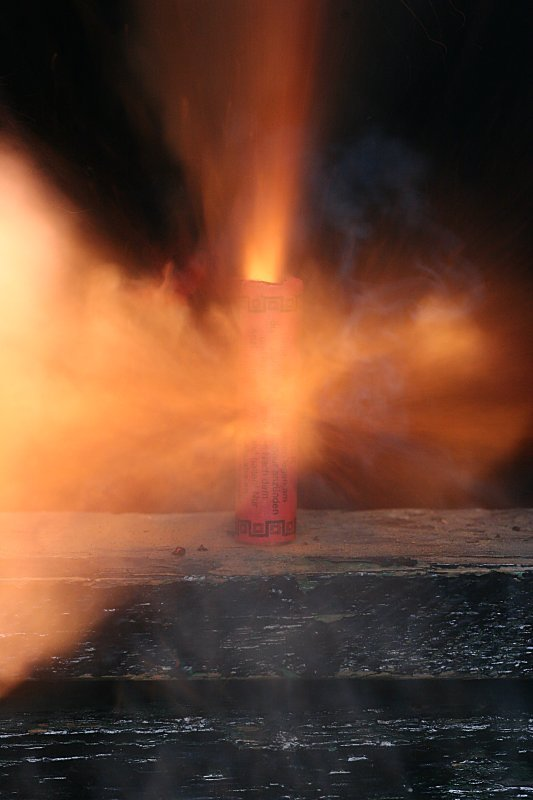
Вибух петарди

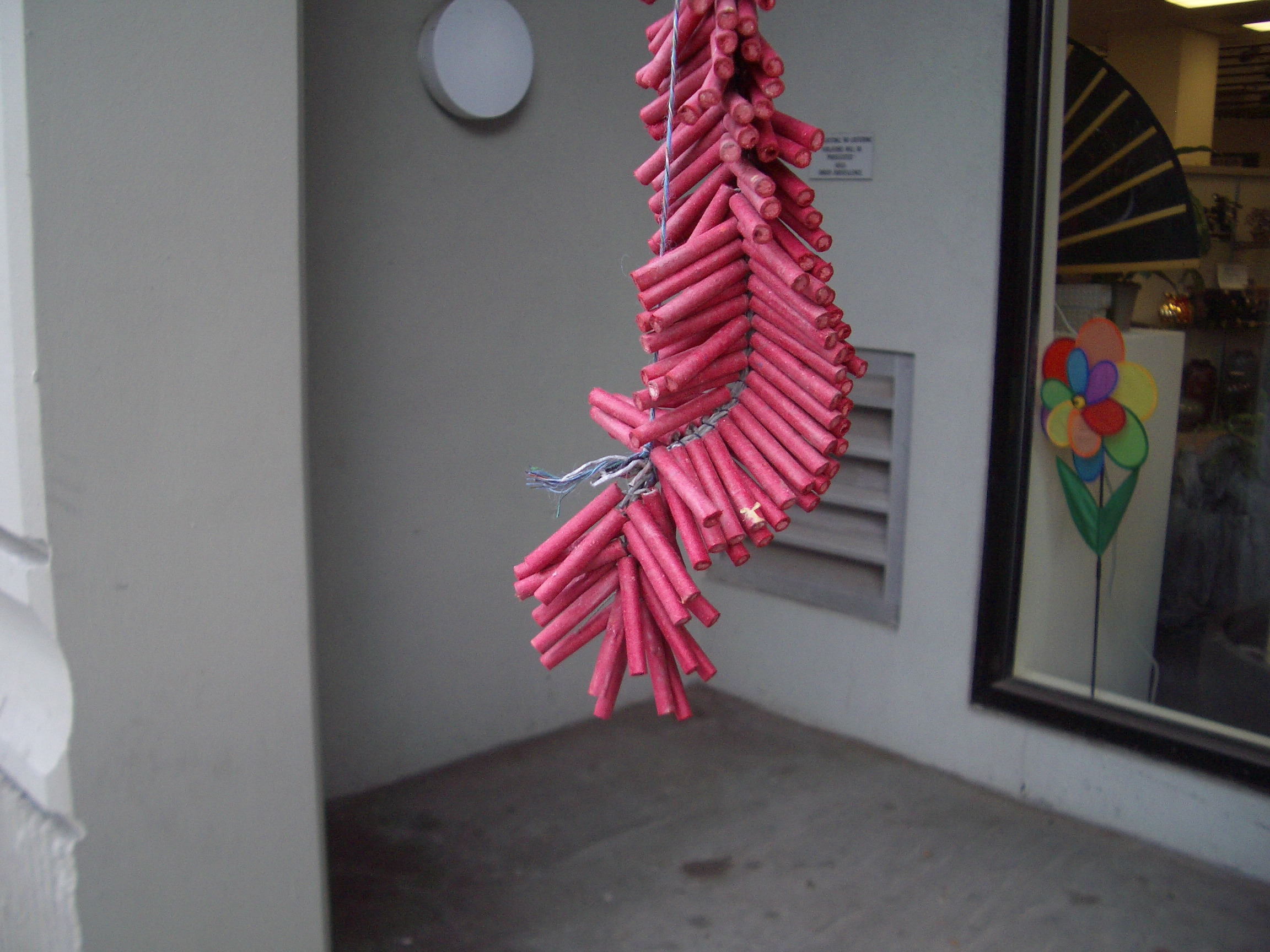
Гірлянда з петард

Пета́рда (фр. pétard — «шум, скандал», «тривога»).

## Вигляд
Петарда являє собою паперову гільзу, наповнену піротехнічною сумішшю. За способом запалювання петарди бувають ґнотовими і тертковими. Спочатку підпалюється головка (на основі фосфору) або ґніт, потім вогонь передається чорному пороху зі сповільнювачем, і по закінченні приблизно п'яти секунд полум'я доходить до розривного заряду (як правило, це суміш порошкового магнію і перхлорату калію), який під час горіння створює високий тиск, у результаті розриває оболонку, внаслідок чого стається гучний ляск.

## Призначення
Після запалювання ґнота петарда вибухає з оглушливим хлопанням, в чому і полягає її розважальний ефект. Від запалювання до вибуху проходить невеликий час (кілька секунд), достатній для того, щоб особа, яка застосовує петарду, встигла її кинути або віддалитися на безпечну відстань. Деякі петарди мають додаткові ефекти: свист, розкидання іскор. Можуть використовуватися гірлянди з петард, що дають серію численних вибухів.

## Небезпека
При недотриманні техніки безпеки великі петарди можуть становити загрозу для здоров'я й життя людини.
Радіус дії вибуху найпотужніших петард, долучених до вільного продажу, становить кілька сантиметрів, що призводить до важких пошкоджень кінцівок (аж до відриву) при вибуху петарди в руках. Фугасну дію найпотужніших петард спостерігають в радіусі близько метра від точки підриву — у цій зоні можлива контузія.
Петарди повинні застосовуватися особами, які досягли 16-18 років (залежно від потужності петард), а деякі петарди продаються зі спеціальними документами. Їх не можна утримувати палаючими в руках. При застосуванні необхідно віддалятися на безпечну відстань. Заборонено кидати петарди в людей, тварин і в автомобілі.